# Haasea germanica
Haasea germanica är en mångfotingart som först beskrevs av Karl Wilhelm Verhoeff 1901.  Haasea germanica ingår i släktet Haasea och familjen Haaseidae. Inga underarter finns listade i Catalogue of Life.